# ماكيتا (إستونيا)
ماكيتا (بالإنجليزية: Makita)‏ هي قرية في جنوب شرق إستونيا. وتقع حوالي 10 كم (6 ميل) إلى الجنوب الشرقي من بلدة إيلفا وحوالي 11 كم (7 ميل) إلى الشمال من بلدة أوتيبا. ويبلغ عدد سكانها 22 شخص (اعتبارا من 1 يناير 2011).